# نيكولاس فيرايرا
نيكولاس فيرايرا (بالإسبانية: Nicolás Ferreyra)‏ هو لاعب كرة قدم أرجنتيني في مركز الدفاع، ولد في 30 مارس 1993 في ريو كوارتو في الأرجنتين. لعب مع نادي أتليتيكو بيلغرانو.

## وصلات خارجية
- نيكولاس فيرايرا على موقع قاعدة بيانات كرة القدم.إي يو (الإنجليزية)
- نيكولاس فيرايرا على موقع Soccerway.com (الإنجليزية)
- نيكولاس فيرايرا على موقع AS.com (الإسبانية)